# Maria Beatrice d'Austria-Este
Maria Beatrice d'Austria-Este (Modena, 13 febbraio 1824 – Graz, 18 marzo 1906) fu un membro della Casa d'Austria-Este, arciduchessa e principessa d'Austria, principessa d'Ungheria, Boemia, Modena e Reggio per nascita; con il suo matrimonio con Giovanni Carlo di Borbone-Spagna, divenne un membro della Casa di Borbone.

## Biografia

### Infanzia
Maria Beatrice era figlia del duca Francesco IV d'Austria-Este e della principessa Maria Beatrice di Savoia. Trascorse l'infanzia e la giovinezza nel lusso della casa ducale, facendo per lo più la spola tra il palazzo di Modena e la residenza estiva del Castello del Catajo. La sua lingua madre era l'italiano.
L'unico momento di orrore della sua giovinezza arrivò durante un tentativo rivoluzionario nel 1831; insieme alla madre e ai fratelli durante una notte fuggirono in un piccolo convoglio di carrozze alla fortezza austriaca di Mantova, per tornare pochi mesi dopo. Contrariamente a quanto era consuetudine nella sua sfera, fu educata non da precettori personali ma principalmente da sua madre. La famiglia era molto religiosa, patriarcale, severa e decisamente ostile al liberalismo. Diventata maggiorenne, prese parte a varie cerimonie della famiglia asburgica. Sua madre morì nel 1840; dopo la morte del padre, fu suo fratello che, come Francesco V assunse il trono ducale nel 1846. Da adolescente Maria Beatrice sviluppò alcuni problemi di udito; erano forse legati alle docce con acqua fredda, consigliate da un medico viennese. In gioventù ha praticato la pittura e ha scritto romanzi per ragazzi. Secondo alcune fonti il conte di Chambord, il giovane pretendente legittimista al trono di Francia, le fece la proposta e fu respinto; alla fine sposò sua sorella maggiore.

### Matrimonio
Il matrimonio di Maria Beatrice venne stabilito da suo padre già nel 1845. Sposò a Modena il 6 febbraio 1847 l'infante di Spagna e pretendente carlista al trono Giovanni Carlo di Borbone-Spagna, figlio del pretendente carlista Carlo V. La coppia si stabilì a Modena ma presto dovettero fuggire dalla rivoluzione del 1848 per raggiungere Vienna. In seguito decisero di raggiungere il fratello di Giovanni Carlo a Londra. La famiglia tornò a Modena nel 1851, dopo che Francesco V ebbe represso la ribellione e ripreso il potere.
Maria Beatrice e Giovanni Carlo di Borbone-Spagna ebbero due figli:
- Carlo Maria dei dolori Giovanni Isidoro Francesco Quirino Antonio Michele Gabriele Raffaele (30 marzo 1848-18 luglio 1909)[6];
- Alfonso Carlo Ferdinando Giuseppe Giovanni Pio (12 settembre 1849-29 settembre 1936).

A differenza di suo padre, Giovanni Carlo iniziò a sviluppare opinioni sempre più liberali; questo produsse conflitto tra i coniugi, poiché si opponeva al fatto che i suoi figli fossero stati educati "per diventare gesuiti". Giovanni Carlo si scontrò anche con suo cognato, Francesco V. Il confronto culminò in una resa dei conti aperta; il duca ordinò a Giovanni Carlo di uscire dai suoi possedimenti. Alla fine è stato concordato che la coppia si sarebbe separata; Francesco V accettò di pagare a Giovanni Carlo una pensione vitalizia. Nel 1852 quest'ultimo si stabilì a Londra, dove in seguito ebbe una relazione con una donna inglese ed ebbe 2 figli. Tuttavia, Maria Beatrice e Giovanni Carlo rimasero sposati fino alla morte di Giovanni Carlo nel 1887. I due mantennero una corrispondenza scarsa e piuttosto formale almeno fino all'inizio degli anni '70 dell'Ottocento.
La sua routine quotidiana era divisa principalmente tra doveri religiosi e educazione dei figli, per i quali ha selezionato con cura vari insegnanti e precettori. La loro educazione era estremamente religiosa e reazionaria; Maria Beatrice è stata assistita in questo compito dalla matrigna, Maria Teresa di Braganza. Poiché Carlo e forse Alfonso avrebbero dovuto ereditare la pretesa carlista, furono cresciuti anche nella cultura spagnola, circondati da ecclesiastici e pedagoghi spagnoli. Maria Beatrice continuò a soffrire di cattive condizioni di salute e trascorreva lunghi periodi in cura. Nel 1857 il papa Pio IX visitò Modena; sia Carlo che Alfonso hanno ricevuto la conferma. In seguito all'invasione del Regno di Sardegna nel 1859 la famiglia dovette nuovamente fuggire, questa volta nell'Austria imperiale; non sarebbero più tornati a Modena.
L'ex imperatore Ferdinando I offrì loro ospitalità nel suo palazzo imperiale di Praga, che rimase la loro residenza fino al 1864; non viaggiava, se non in località alla periferia della città. Tecnicamente dal 1860 al 1868 era la regina carlista di Spagna. Compiuti i 40 anni, Maria Beatrice continuava a soffrire di crescenti problemi di salute; per curarsi, nel 1864 si trasferì con i figli a Venezia, dove era proprietaria del palazzo Loredan. Tuttavia, lo scoppio della guerra italo-austriaca li costrinse a fuggire nuovamente nel 1866. Negli anni successivi fece la spola tra Innsbruck, Vienna e Graz, ospitata nelle residenze dei suoi parenti asburgici. 

### L'esperienza tra le carmelitane
Con entrambi i suoi figli ora sposati, Maria Beatrice concluse che i suoi doveri di madre. Decise di dedicare il resto della sua vita alla preghiera. Essendo ancora legalmente sposata, ottenne l'approvazione scritta dal marito separato; il papa Pio IX rilasciò una specifica autorizzazione con una lettera personale, molto cordiale. Ha anche consultato i suoi fratelli e altri parenti. All'inizio del 1872 Maria Beatrice si trasferì nel monastero delle Carmelitane Scalze a Graz. Alcuni autori affermano che entrò nell'ordine e assunse il nome di Maria Ignazia del Sacro Cuore; tuttavia, il suo biografo che corrispondeva alle sue affermazioni non ha preso i voti ma ha semplicemente accettato di rispettare le regole dell'ordine carmelitano, conducendo effettivamente la vita di una suora. 
Poiché l'ordine era chiuso, manteneva scarsissimi contatti con il mondo esterno; era limitato principalmente alla corrispondenza. Si sa che l'imperatore Francesco Giuseppe la visitò poche volte e le dimostrò grande affetto. A volte riceveva anche la visita dei suoi figli, in particolare Alfonso, che possedeva immobili a Graz e trascorreva un po' di tempo in città. La sua cattiva salute migliorò, tranne per il fatto che a 40 anni divenne quasi completamente sorda. Nel 1882 donò ai figli la sua proprietà, i palazzi Loredán e Pourtales a Venezia. Tra il 1883 e il 1887 era tecnicamente la regina legittimista di Francia. Nel 1893, in seguito alla morte della nuora, Maria Beatrice fece capire di essere pronta a lasciare le carmelitane per prendersi cura dei nipoti. Tuttavia, suggerì anche che Carlo si risposasse e raccomandò Berthe de Rohan, con il quale Carlo si risposò nel 1894.

### Morte
Nel 1890 il nazionalismo tedesco era in aumento nell'Austria imperiale. Ci furono alcune manifestazioni organizzate contro Alfonso e Maria Beatrice a Graz. Successivamente, entrambi i figli le hanno suggerito di trasferirsi altrove; ottenuto il suo permesso, la trasferirono al monastero delle Suore della Croce a Gorizia nel 1898. Non si capisce perché sia stata scelta Gorizia; un autore suggerisce che fosse perché molte personalità legittimiste, tra cui Carlo X, il conte di Chambord e sua moglie, la sorella Maria Teresa, furono sepolte nel Monastero di Castagnevizza. Sebbene non fosse ammessa come suora, visse all'interno dei locali del monastero e rispettò le regole delle Suore della Croce. 
È a Gorizia che nel 1904 festeggiò molto modestamente il suo ottantesimo compleanno, visitata sia dai figli che dalle nuore; ricevette anche centinaia di lettere e telegrammi dai carlisti, dai legittimisti francesi, da lontani familiari e dal papa. Sempre a Gorizia, Maria Beatrice mantenne scambi epistolografici con vari corrispondenti, in particolare con Manuel Polo y Peyrolón, che già in quel periodo stava preparando la sua biografia. Il 10 marzo 1906 Maria Beatrice si sentì improvvisamente male. Sebbene il medico non abbia rilevato problemi seri, si confessò e ricevette l'estrema unzione. Il suo stato è peggiorato rapidamente e il 17 marzo entrò in coma, per morire la mattina seguente. Secondo le sue ultime volontà fu sepolta nel cimitero interno dei Carmelitani Scalzi a Graz. La sua morte è stata riconosciuta dalla stampa europea, soprattutto dai titoli cattolici e legittimisti.
Quando viveva nei monasteri di Graz e Gorizia, da persona colta, Maria Beatrice si cimentò nelle scrittura; il suo biografo è arrivato al totale di 87 delle sue opere, scritte in francese, tedesco, italiano e spagnolo. Comprendevano riflessioni religiose, meditazioni, trattati morali, manuali, preghiere, esercizi spirituali, studi dottrinali, biografie di santi, altri brani storiografici, saggi antimassoni e altro. Completò anche una biografia della sua parente, Maria Cristina di Savoia, successivamente beatificato dalla Chiesa. Non è chiaro se durante la sua vita furono condivise con Carmelitane e Suore della Croce o se Maria Beatrice tenne per sé le opere. Dopo il 1906 il suo confessore pubblicò gli scritti, che ammontavano a 97 volumi, nella Tipografia Emiliana di Venezia. Alcuni di loro sono stati tradotti in spagnolo. 
Come discendente degli Austria-Este, Maria Beatrice godeva di notevoli ricchezze, che conservava in parte anche essendosi chiusa nel monastero. Ne spendeva gran parte per scopi religiosi, non da ultimo cofinanziando entrambi i conventi in cui risiedeva. Ha donato somme molto ingenti alle missioni cattoliche in tutto il mondo, tra cui Giappone, Cina, Indie occidentali, Africa e Albania. Da sola fondò l'Istituto del Buon Pastore a Graz, un istituto per la gioventù, e il convento delle Carmelitane a Modena. Ha anche contribuito in modo sostanziale alla costruzione della Chiesa del Sacro Cuore a Graz e la Chiesa del Sacro Cuore di Gorizia, oltre a innumerevoli altre donazioni minori, tra cui il contributo a varie iniziative pontificie.

## Titoli e trattamento
- 13 febbraio 1824 – 6 febbraio 1847: Sua Altezza Imperiale e Reale, l'arciduchessa Maria Beatrice d'Austria-Este, arciduchessa e principessa d'Austria; principessa d'Ungheria, Boemia e Modena
- 6 febbraio 1847 – 21 novembre 1887: Sua Altezza Imperiale e Reale, la Contessa di Montizón, Arciduchessa e Principessa d'Austria, Principessa d'Ungheria, Boemia e Modena
- 21 novembre 1887 – 18 marzo 1906: Sua Altezza Imperiale e Reale, la Contessa Madre di Montizón, Arciduchessa e Principessa d'Austria, Principessa d'Ungheria, Boemia e Modena

## Ascendenza
|                               |                               |                                        | Genitori                                      |  |  | Nonni |  |  | Bisnonni              |  |  | Trisnonni          |  |
|                               |                               |                                        |                                               |  |  |       |  |  | Francesco I di Lorena |  |  | Leopoldo di Lorena |  |
|                               |                               |                                        |                                               |  |  |       |  |  | Francesco I di Lorena |  |  | Leopoldo di Lorena |  |
|                               |                               | Elisabetta Carlotta di Borbone-Orléans |                                               |  |  |       |  |  | Francesco I di Lorena |  |  |                    |  |
| Ferdinando d'Asburgo-Este     |                               |                                        |                                               |  |  |       |  |  | Francesco I di Lorena |  |  |                    |  |
|                               |                               | Maria Teresa d'Austria                 | Carlo VI d'Asburgo                            |  |  |       |  |  |                       |  |  |                    |  |
|                               |                               | Maria Teresa d'Austria                 | Carlo VI d'Asburgo                            |  |  |       |  |  |                       |  |  |                    |  |
|                               |                               | Maria Teresa d'Austria                 | Elisabetta Cristina di Brunswick-Wolfenbüttel |  |  |       |  |  |                       |  |  |                    |  |
| Francesco IV d'Austria-Este   |                               | Maria Teresa d'Austria                 |                                               |  |  |       |  |  |                       |  |  |                    |  |
|                               |                               | Ercole III d'Este                      | Francesco III d'Este                          |  |  |       |  |  |                       |  |  |                    |  |
|                               |                               | Ercole III d'Este                      | Francesco III d'Este                          |  |  |       |  |  |                       |  |  |                    |  |
|                               |                               | Ercole III d'Este                      | Carlotta Aglaia di Borbone-Orléans            |  |  |       |  |  |                       |  |  |                    |  |
| Maria Beatrice d'Este         |                               | Ercole III d'Este                      |                                               |  |  |       |  |  |                       |  |  |                    |  |
|                               |                               | Maria Teresa Cybo-Malaspina            | Alderano I Cybo-Malaspina                     |  |  |       |  |  |                       |  |  |                    |  |
|                               |                               | Maria Teresa Cybo-Malaspina            | Alderano I Cybo-Malaspina                     |  |  |       |  |  |                       |  |  |                    |  |
|                               |                               | Maria Teresa Cybo-Malaspina            | Ricciarda Gonzaga di Novellara                |  |  |       |  |  |                       |  |  |                    |  |
| Maria Beatrice d'Austria-Este |                               | Maria Teresa Cybo-Malaspina            |                                               |  |  |       |  |  |                       |  |  |                    |  |
|                               | Vittorio Amedeo III di Savoia | Carlo Emanuele III di Savoia           |                                               |  |  |       |  |  |                       |  |  |                    |  |
|                               | Vittorio Amedeo III di Savoia | Carlo Emanuele III di Savoia           |                                               |  |  |       |  |  |                       |  |  |                    |  |
|                               | Vittorio Amedeo III di Savoia | Polissena Cristina d'Assia-Rotenburg   |                                               |  |  |       |  |  |                       |  |  |                    |  |
| Vittorio Emanuele I di Savoia | Vittorio Amedeo III di Savoia |                                        |                                               |  |  |       |  |  |                       |  |  |                    |  |
|                               |                               | Maria Antonietta di Borbone-Spagna     | Filippo V di Spagna                           |  |  |       |  |  |                       |  |  |                    |  |
|                               |                               | Maria Antonietta di Borbone-Spagna     | Filippo V di Spagna                           |  |  |       |  |  |                       |  |  |                    |  |
|                               |                               | Maria Antonietta di Borbone-Spagna     | Elisabetta Farnese                            |  |  |       |  |  |                       |  |  |                    |  |
| Maria Beatrice di Savoia      |                               | Maria Antonietta di Borbone-Spagna     |                                               |  |  |       |  |  |                       |  |  |                    |  |
|                               |                               | Ferdinando d'Asburgo-Este              | Francesco I di Lorena                         |  |  |       |  |  |                       |  |  |                    |  |
|                               |                               | Ferdinando d'Asburgo-Este              | Francesco I di Lorena                         |  |  |       |  |  |                       |  |  |                    |  |
|                               |                               | Ferdinando d'Asburgo-Este              | Maria Teresa d'Austria                        |  |  |       |  |  |                       |  |  |                    |  |
| Maria Teresa d'Austria-Este   |                               | Ferdinando d'Asburgo-Este              |                                               |  |  |       |  |  |                       |  |  |                    |  |
|                               |                               | Maria Beatrice d'Este                  | Ercole III d'Este                             |  |  |       |  |  |                       |  |  |                    |  |
|                               |                               | Maria Beatrice d'Este                  | Ercole III d'Este                             |  |  |       |  |  |                       |  |  |                    |  |
|                               |                               | Maria Beatrice d'Este                  | Maria Teresa Cybo-Malaspina                   |  |  |       |  |  |                       |  |  |                    |  |
|                               |                               | Maria Beatrice d'Este                  |                                               |  |  |       |  |  |                       |  |  |                    |  |